# تتراکلرید ژرمانیم
تتراکلرید ژرمانیم (به انگلیسی: Germanium tetrachloride) با فرمول شیمیایی GeCl۴ یک ترکیب شیمیایی با شناسه پاب‌کم ۶۶۲۲۶ است. که جرم مولی آن 214.40 g/mol می‌باشد. شکل ظاهری این ترکیب، مایع بی‌رنگ است.